# Mathias Norsgaard
Mathias Norsgaard Jørgensen, né le 5 mai 1997 à Silkeborg, est un coureur cycliste danois, membre de l'équipe Movistar.

## Biographie
Mathias Norsgaard est le frère aîné d'Emma Norsgaard Jørgensen, également cycliste sur route professionnelle.
En tant que juniors (17/18 ans), Norsgaard connait le succès en 2014 et 2015 avec l'équipe nationale danoise au Tour de l'Abitibi, sur Aubel-Thimister-La Gleize, le Sint-Martinusprijs Kontich et la Coupe du Président de la Ville de Grudziądz. En 2016, il passe dans les rangs espoirs (moins de 23 ans) au sein de l'équipe SEG Racing Academy, puis rejoint l'année suivante l'équipe continentale Giant-Castelli. Avec cette équipe, il gagne le Chrono des Nations espoirs.
Pour la saison 2018, Norsgaard reçoit un contrat avec l'équipe cycliste Riwal. Lors de cette saison, il gagne le championnat du Danemark du contre-la-montre espoirs et répète son succès au Chrono des Nations espoirs. Il est également médaillé de bronze du championnat du monde du contre-la-montre espoirs. Un an plus tard, il remporte le Duo Normand et une étape du Tour de l'Avenir.
Grâce à ses bons résultats, il rejoint le World Tour en 2020 au sein de l'équipe Movistar. En mars 2021, il participe à Milan-San Remo, son premier monument, où il est membre de l'échappée du jour. Le mois suivant, il est également membre de la première échappée sur le Tour des Flandres. En août, il obtient son meilleur résultat avec une deuxième place lors de la troisième étape du Benelux Tour. En 2022, il est pour la première fois champion du Danemark du contre-la-montre. Testé positif au SARS-CoV-2, il est non-partant lors de la dixième étape du Tour d'Espagne 2022.
En fin de contrat avec Movistar en décembre 2023, l'équipe annonce en octobre la prolongation de celui-ci jusqu'en fin d'année 2026.

## Palmarès
- 2014
  - 1reb étape de la Coupe du Président de la Ville de Grudziądz
  - 2e étape du Tour de l'Abitibi
  - 3e du Tour de l'Abitibi
- 2015
  - Ster van Zuid-Limburg :
    - Classement général
    - 3e étape

  - 3e étape de la Coupe du Président de la Ville de Grudziądz
  - Prologue du Sint-Martinusprijs Kontich
  - 1re étape d'Aubel-Thimister-La Gleize
  - 2e du championnat du Danemark du contre-la-montre juniors
  - 7e du championnat du monde sur route juniors
- 2017
  - Chrono des Nations espoirs
  - 2e du Duo normand (avec Mikkel Bjerg)
  - 3e du championnat du Danemark du contre-la-montre espoirs
- 2018
  -  Champion du Danemark du contre-la-montre espoirs
  - Chrono des Nations espoirs
  - 3e du championnat du Danemark du contre-la-montre par équipes
  -  Médaillé de bronze du championnat du monde du contre-la-montre espoirs
- 2019
  -  Champion du Danemark du contre-la-montre par équipes
  - 1re étape du Tour de l'Avenir
  - Duo normand (avec Rasmus Christian Quaade)
  - 2e du Chrono des Nations espoirs
  - 3e du championnat du Danemark du contre-la-montre espoirs
  - 4e du championnat du monde du contre-la-montre espoirs
- 2021
  - 3e du championnat du Danemark sur route
- 2022
  -  Champion du Danemark du contre-la-montre
- 2023
  - Grand Prix Herning
- 2024
  - 9e d'À travers les Flandres

## Résultats sur les grands tours

### Tour d'Espagne
1 participation
- 2022 : non-partant (10e étape)

## Classements mondiaux
| Année                                 | 2016  | 2017 | 2018 | 2019 | 2020 | 2021 | 2022 | 2023 | 2024 |
| ------------------------------------- | ----- | ---- | ---- | ---- | ---- | ---- | ---- | ---- | ---- |
| Classement mondial                    | 1987e | 775e | 480e | 386e | nc   | 423e | 675e | 640e | 869e |
| UCI Europe Tour                       | 1319e | 496e | 469e | 308e | nc   | 349e | 521e | nc   | nc   |
|                                       |       |      |      |      |      |      |      |      |      |
| Légende : nc = non classéSource : UCI |       |      |      |      |      |      |      |      |      |